# 東京都立立川国際中等教育学校
東京都立立川国際中等教育学校（とうきょうとりつ たちかわこくさいちゅうとうきょういくがっこう、英語: Tokyo Metropolitan Tachikawa Kokusai Secondary Education School）は、東京都立川市曙町三丁目に所在する東京都立中等教育学校。
通称は「立国（たちこく）」。英語だと TK (Tachikawa Kokusai) と略されることもある。
2022年度に附属小学校が開校し、全国で初の公立小中高一貫校となる。本校は体育祭、紫翠祭、合唱祭の三祭と呼ばれる大規模な行事を行っており、いずれも非常に活気がある。

## 概要
東京都立北多摩高等学校を母体校として2008年4月1日に開校。東京都による都立高校改革の一環として設置が進められている6年制中高一貫校の一つであると同時に、東京都立国際高等学校に続く第二国際高校（多摩地区国際高校）としての位置付けがある。また、都立中等教育学校としては唯一、国際を冠する。校地のうち大半が国立市であり経営企画室校門も国立市にある。
入試に一般枠（男女各65名）だけでなく海外帰国・在京外国人生徒枠（男女問わず30名）の、計160名を設けている。後期課程(高等学校)からの入学者は募集していない。
母体となる東京都立北多摩高等学校は2013年3月31日に閉校したが、校章、校歌を引き継いでいる。
2022年4月に附属小学校が開校した。小学校の校舎は以前は中高で運動場として利用していた土地に建てられている。小学校の建物は2022年8月に完成。入試は、一般枠（男女各29名）と海外帰国・在京外国人生徒枠（男女各6名）の合計70名を募集。公立の小中高一貫教育校は全国初である。なお、中高等部の通学区域は都内全域だが、小学校の通学区域は下表のようになっている。
| 区部                                        | 市町村部 |
| ------------------------------------------- | --- |
| 新宿区 渋谷区 世田谷区 中野区 杉並区 練馬区 | 清瀬市 東久留米市 西東京市 武蔵野市 三鷹市 調布市 狛江市 東村山市 小平市 小金井市 府中市 稲城市 東大和市 立川市 国分寺市 国立市 日野市 多摩市 町田市 羽村市 武蔵村山市 福生市 昭島市 八王子市 青梅市 あきる野市 瑞穂町 日の出町 |

### 前期課程と後期課程
前期課程の1〜3年生はいわゆる中学で、後期課程の4〜6年生が高校に当たる。基本的に同じ校舎で、特別教室も前期後期で分けてはいない。
前期課程では禁止の内容（自転車通学、申告した生徒を除く携帯電話の持ち込み、購買部など）が後期課程では禁止されていないことがある。

## 沿革
- 2008年 - 開校。
- 2013年 - 前身である東京都立北多摩高等学校、閉校。
- 2018年 - 東京グローバル10指定。2021年まで。
- 2022年 - 小中高一貫教育を実施。
- 2022年 - GE-NET20指定。

## 教育目標と理念

### 教育目標
国際社会に貢献できるリーダーとなるために必要な学業を修め、人格を陶冶（とうや）する。

### 教育理念
- 立志の精神

国際社会に生きていく人としての自覚を持ち、自ら志を立て、未来を切り開く力を育成する。
- 共生への行動

国際社会にあって、自己の考えを明確にもち、それを表現できる能力を養うとともに異なる文化を理解し、尊重する教育を展開する。
- 感動の共有

学校教育のあらゆる場において、生徒の主体性を重んじ、達成感、連帯感を育成する。

## 象徴

### 校章

校章

母体校の校章の基本的デザインを継承し、地球を鳥の羽にかたどった月桂樹で囲み、学校名のイニシャルである「T」（立川）「K」（国際）を配したもの。「教育目標に基づき、国際社会に貢献できるリーダーとして世界に羽ばたくことを期したもの。」と説明されている。

### 校歌
中等部は、母体校である東京都立北多摩高等学校と同じ校歌を引き継ぐ。

## 生徒募集
1学年当たり160名（40名×4クラス）を募集定員とする。内130名が一般枠募集定員（男女問わず）、30名を海外帰国・在京外国人生徒枠募集定員（男女問わず）として割り当てている。

### 入学者選抜
- 一般枠[4]

適性検査Ⅰ・Ⅱ（各45分）と小学校からの報告書（5,6年生時の成績）の総合得点により判定される。適性検査と報告書の配点比率は7.5:2.5と公表されている。適性検査Ⅰ(立川国際作成)は、長文を読み、それについて考えたことや感じたことを400文字程度にまとめる。読解問題もある。適性検査Ⅱ(東京都共通問題)は、理科・算数・社会の応用問題が出題される。他の都立中高一貫校と比較して、より国語力を重視する傾向が強い。
- 海外帰国・在京外国人生徒枠[4]

日本語または英語による500字程度の作文、面接（パーソナルプレゼンテーションを含む)

### 海外帰国・在京外国人生徒枠の応募資格
- 日本国籍を有する場合

保護者に伴って海外に2年以上在住しているか、海外に2年以上在住した者で帰国後2年以内の者。
- 日本国籍を有しない場合

入国後の在日期間が原則として2年以内の者。

## 交通
駅から離れた所に立地しているため、後期生徒のみ条件付きで自転車通学が認められている。
- JR南武線、JR中央本線、JR青梅線立川駅また多摩都市モノレール立川北駅徒歩20分
- JR南武線西国立駅 徒歩17分
- 立川バス立53 立川国際中等教育学校 バス停（立川駅から12分）

## 注記・参考資料
1. ↑  “制服・校章・校歌・校則 ｜ 東京都立立川国際中等教育学校”. https://www.metro.ed.jp/tachikawa-s/. 2022年7月24日閲覧。
2. ↑  “別途1）小中高報告書（概要版） - 17_01” (PDF).   東京都教育委員会が. 2017年4月27日時点のオリジナルよりアーカイブ。2017年4月27日閲覧。
3. ↑  塩入彩「「小1から週4英語」で倍率30倍　国私立ではない選択で変わる受験」『朝日新聞』2022年4月25日。2022年5月17日閲覧。
4. 1 2  “令和2年度募集要項 | 東京都立立川国際中等教育学校　　TokyoMetropolitan Tachikawa Kokusai SecondaryEducation School”. www.tachikawachuto-e.metro.tokyo.jp. 2020年9月4日時点のオリジナルよりアーカイブ。2020年8月13日閲覧。
5. 1 2  “資格審査について - 000156301” (PDF).   東京都教育委員会. 2018年7月9日時点のオリジナルよりアーカイブ。2018年7月9日閲覧。